# Jessica Keen
Jessica Lyn Keen (* 24. September 1975; † 17. März 1991 in West Jefferson, Ohio, Vereinigte Staaten) war eine US-amerikanische Schülerin und Cheerleaderin, die Opfer eines Vergewaltigungsmordes wurde. Der Fall erlangte weltweite Bekanntheit, u. a. durch die US-Krimiserie Unsolved Mysteries. Der Täter konnte im Jahre 2008 durch die DNA-Analyse ermittelt werden.

## Kriminalfall
In den Tagen vor dem Mord hielt sich Jessica Keen in einem Internat auf. Den Heimweg versuchte sie per Anhalter zurückzulegen, vermutlich mit einem Mann, den sie flüchtig kannte. 
Jessica Keen wurde innerhalb eines Zeitraums von ca. sechs Stunden mehrfach vergewaltigt und zwei Tage später tot auf dem Friedhof Foster Chapel Cemetery, West Jefferson (Ohio), ca. 33 km vom Internat entfernt, aufgefunden.
Am 9. April 2008, 17 Jahre nach der Tat, wurde Marvin Lee Smith Jr. als Tatverdächtiger verhaftet. Smith, der zuvor u. a. wegen Entführung mehrere Jahre im Gefängnis einsaß, bekannte sich 2009 vor dem Gericht in Madison County schuldig, Jessica Keen vergewaltigt und ermordet zu haben. Die Beweisaufnahme ergab, dass  Jessica Keen aus dem Auto entkommen konnte und zum Foster Chapel Friedhof lief, wo sie gegen einen Zaunpfosten stieß und fiel. Sie wurde mit einem Grabstein zu Tode geschlagen. Durch sein Geständnis konnte Smith der Todesstrafe entgehen und wurde schließlich zu einer Gefängnisstrafe von 30 Jahren bis lebenslänglich verurteilt.